# Sthenognatha cinda
Sthenognatha cinda là một loài bướm đêm thuộc phân họ Arctiinae, họ Erebidae.